# Ritratto di Robert de Montesquiou
Il Ritratto di Robert de Montesquiou (Le comte Robert de Montesquiou) è un dipinto a olio su tela di Giovanni Boldini, databile al 1897 e conservato al Museo d'Orsay di Parigi.

## Storia

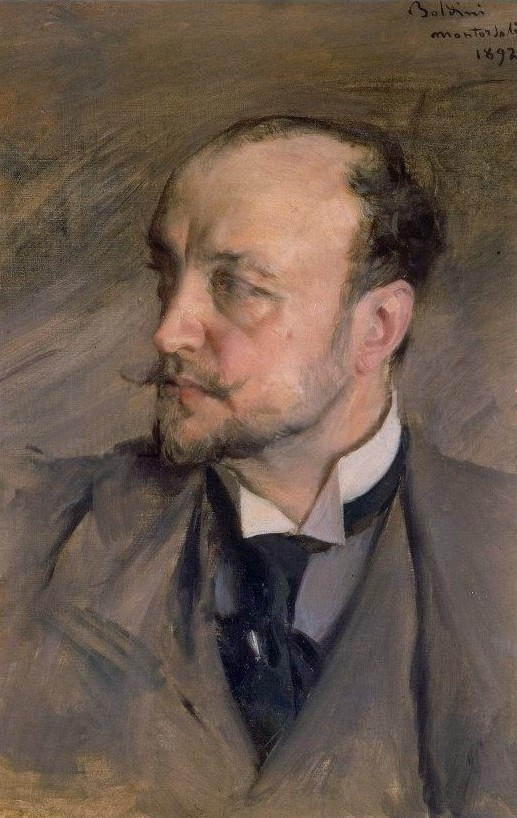
Giovanni Boldini, Autoritratto di Montorsoli (1892); olio su tela, 56×36 cm, galleria degli Uffizi, Firenze

Il soggetto del dipinto è Robert de Montesquiou, poeta decadente francese celebre per l'eccentricità e l'eleganza del suo stile di vita. Fra i più attivi protagonisti della vita mondana della Parigi fin de siècle, Montesquiou fu un inimitabile dandy e uno degli apostoli più entusiasti delle idee estetiche di Ruskin e di Pater. Egli era infatti l'arbitro dell'eleganza parigina, distinguendosi per la raffinata sobrietà del vestire e per l'insofferenza nei confronti della mediocrità borghese, e non a caso dissipò il suo denaro viaggiando, seguendo la moda, snocciolando ininterrotte stravaganze e concedendosi favolosi party ai quali partecipava assiduamente il bel mondo parigino.
In mezzo a queste continue frequentazioni sociali vi era anche Giovanni Boldini, pittore ferrarese che si era stabilito nella ville lumière con l'intento di ritrarre la mondanità parigina. Montesquiou e Boldini probabilmente si conoscevano già dagli anni 1880, anche se un effettivo carteggio tra i due iniziò solo nel novembre 1890, quando il dandy francese scrisse: «Mi avete dato un Whistler di Boldini», alludendo probabilmente al ritratto che il Boldini fece dell'artista americano nel 1887, oggi conservato al Brooklyn Museum. La commissione del Ritratto di Robert de Montesquiou pervenne al Boldini nel 1897 da Olga Veil-Picard, una delle nobildonne più raffinate di Parigi, che agì come vero e proprio trait d'union relazionale tra il Montesquiou ed il pittore. L'opera, portata a compimento nel 1897, fu esposta al Salon de la Societé Internationale des Beaux-Arts e subito suscitò le ardenti ammirazioni di Montesquiou, il quale preso da uno spumeggiante entusiasmo inoltrò a Boldini il seguente commento:
(Robert de Montesquiou)
L'eccitazione di Montesquiou era tuttavia dura a spegnersi, tanto che nel 1900 egli dedicò un intero articolo a Boldini sulla rivista Les Mondes, esaltandone la raffinatezza e la «pariginità»:
(Robert de Montesquiou)
Robert de Montesquiou possedette l'opera fino alla sua morte, avvenuta nel 1921. Nel 1922, infatti, l'opera fu presente nelle collezioni del museo del Louvre: sarebbe pervenuta alla sua sede attuale solo nel 1977, anno in cui fu trasferita al museo d'Orsay, dov'è tuttora conservata con il numero di catalogo RF 1977 56.

## Descrizione

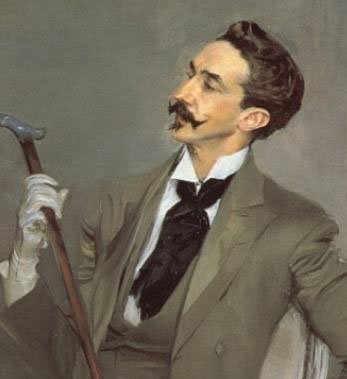
Ritratto di Robert de Montesquiou, dettaglio

L'opera, uno dei vertici della ritrattistica boldiniana, sembra quasi essere la trasposizione pittorica di un verso introduttivo di un poema di Montesquiou appartenente alla raccolta I Pipistrelli, che recitava così: «Io sono il sovrano delle cose transitorie». Il Ritratto, inoltre, rispetta fedelmente le prescrizioni dello stesso Montesquiou, il quale era fermamente convinto che i dipinti non dovessero porsi troppo tassativamente il problema di una riproduzione «fotografica» della realtà: il vero scopo di un ritratto, secondo il giudizio del poeta, era quello di concentrarsi sull'analisi psicologica dei personaggi e sulle emozioni che l'artista stesso desidera trasmettere. Questa commistione tra l'identità del pittore e quella del modello, d'altronde, traspare limpidamente nel presente dipinto, dove Boldini non manca di svolgere un'attenta introspezione psicologica, facendo emergere le peculiarità del Montesquiou ed esprimendo un proprio personale giudizio in merito.
L'estetismo sfrenato di Montesquiou trova in questo dipinto uno dei suoi apici espressivi più vigorosi e prorompenti. Memore della grande lezione ritrattistica dei grandi maestri del XVI e del XVII secolo, Boldini restituisce una vera e propria icona dell'eleganza dell'epoca, e immortala il Montesquiou mentre fissa l'impugnatura blu del suo bastone da passeggio. Egli calza dei raffinati guanti bianchi da chevreau e indossa un costume croisé grigio tortora. Il poeta è concentrato esclusivamente su sé stesso, senza curarsi minimamente dello spettatore (a differenza di quanto avviene nel ritratto di Giuseppe Verdi, dove il compositore fissa dritto davanti a sé), e tradisce un indifferente distacco, se non un'algida noia interiore: con quest'acuta penetrazione caratteriale Boldini tratteggia in Robert de Montesquiou il prototipo di un esteta decadente.
Huysmans avrebbe dato vita letteraria a quest'atteggiamento nel romanzo À rebours, il cui protagonista Jean Des Esseintes presenta significative assonanze con la personalità di Montesquiou: anche Des Esseintes, infatti, è un aristocratico che, avvolto da un immenso torpore esistenziale e da una profonda insofferenza verso le consuetudini dell'uomo comune, conduce un'esistenza animata da slanci edonistici e intellettuali, tutta dedita a un'egoistica ricerca dei piaceri più raffinati. Boldini era certamente affascinato dalla magnetica personalità di Montesquiou, nel quale individuò una moderna incarnazione del dandy baudelairiano. Una sottilissima ironia, tuttavia, pervade il ritratto, che nel suo complesso sembra quasi rimproverare bonariamente la fede di Montesquiou, fortemente venata di compiacimenti estetizzanti.